# Mníšek pod Brdy
Mníšek pod Brdy (německy Mnischek či zastarale Möncheleins) je město v okrese Praha-západ ve Středočeském kraji, asi 25 km jižně od Prahy, na úpatí Brdského hřebene. Žije zde přibližně 6 300 obyvatel.
Na kopci nad městem se nalézá barokní areál známého poutního místa Skalka. Pro své lesnaté okolí a dobrou dostupnost od Prahy je Mníšek pod Brdy oblíbenou sídelní adresou.[zdroj?] Historické jádro města je městskou památkovou zónou.

## Původ jména
První písemná zmínka o Mníšku pochází z roku 1348. Objevuje se v zákoníku Karla IV. Maiestas Carolina, v němž král nařizuje, aby tvrz a městys Mníšek navždy zůstal majetkem koruny a byl propůjčován pouze na omezenou dobu královským manům. Historie města před touto zmínkou je nejasná. Pověsti praví, že se tu dříve nacházela obec Dubčany, která celá podlehla požáru. Po čase na stejném místě vyrostla další osada. Při výstavbě vydatně pomáhali benediktinští mniši z kláštera na Ostrově u Davle, kteří do Podbrdska docházeli na své statky. Lid z vděčnosti prý nazval novou trhovou ves Mníškem.
Název Mníšek pod Brdy se používal od 20. století v poštovním styku a na železnici (název stanice Mníšek pod Brdy / Mnischek unter Kammwald) kvůli odlišení více Mníšků, ale úředně vznikl a je doložen až při administrativní reformě v roce 1960 po připojení několika okolních obcí k městu Mníšku.

## Historie

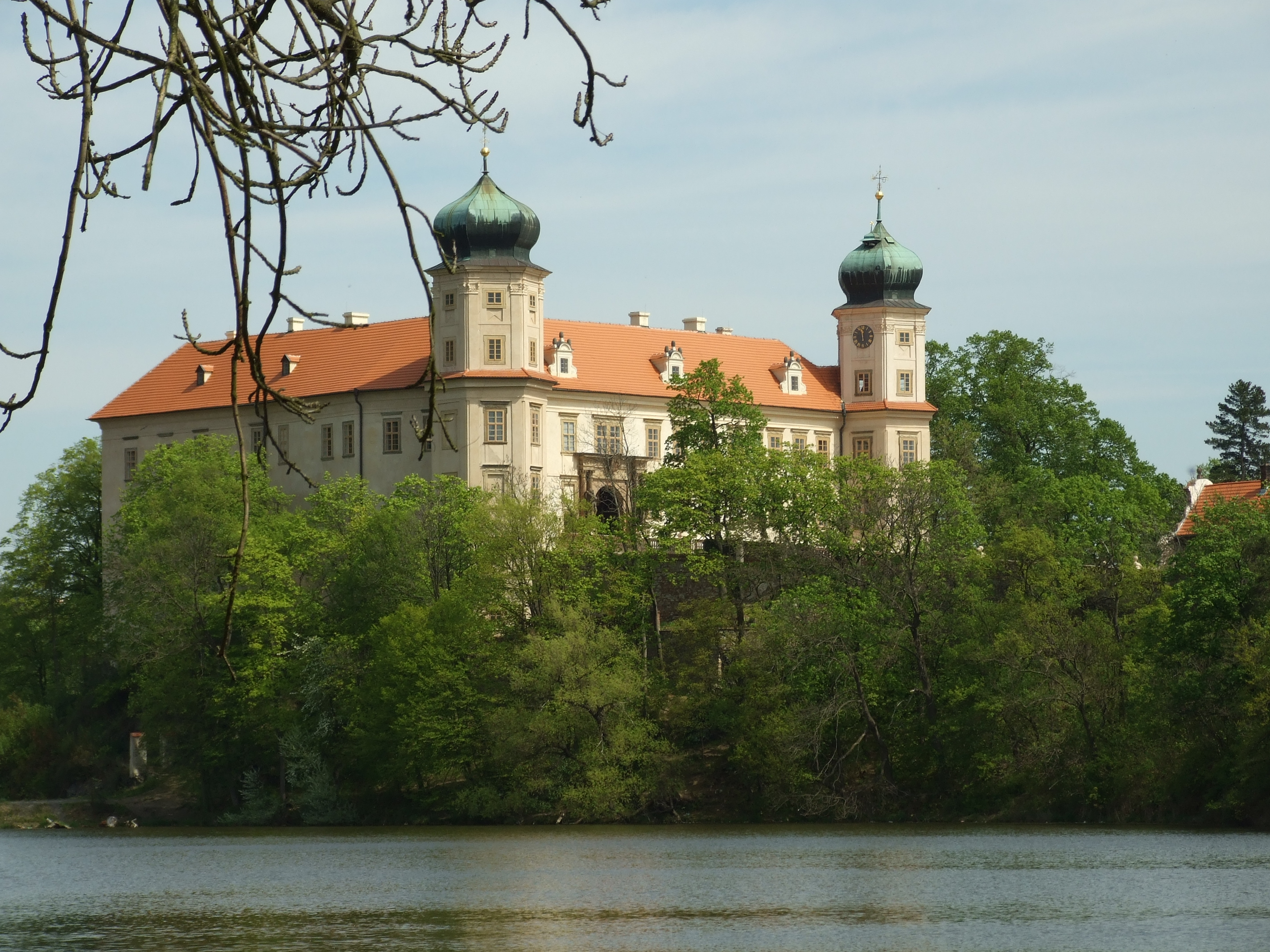
Pohled na zámek a část zámeckého rybníka

Mníšek byl založen 7. října 1348. Historie a osud Mníšku byl odjakživa spjat se zemskou stezkou mezi Čechami a Bavorskem. Ta přinášela Mníšku čilý obchodní ruch, clo, ale i různé povinnosti, např. zajištění bezpečnosti na „Zlaté stezce“. Proto bylo za manství odvážného a schopného vladyky Jana z Lestkova uděleno Mníšku hrdelní právo.
Od počátku 15. století již lze hovořit o městě s vlastním znakem, hrdelním právem a ambicí stát se městem královským. Bohužel husitské války se podepsaly na Mníšku tak jako na celém království. Jan z Lestkova patřil mezi přívržence katolické strany a snad i proto byla za husitských válek mníšecká tvrz pobořena. Po skončení husitských válek přišli v roce 1487 do Mníšku Vratislavové z Mitrovic. V roce 1503 král Vladislav Jagellonský vyvazuje panství z manského úvazku a Mitrovici se na více než 150 let stávají suverénními mníšeckými pány. Za jejich panování jsou zmiňovány tři podzámecké rybníky a pivovar s výrobou speciálního černého piva.
Během třicetileté války městem několikrát prošlo švédské vojsko. Nejhorší byl rok 1639, kdy byla vypálena mníšecká tvrz, kostel i fara, zničen vodovod a protrženy hráze rybníků. Mníšek i okolní vsi a osady byly v troskách a na čas téměř vylidněny. Roku 1655 koupil zpustlé panství bohatý pán Engel z Engelsflussu a bylo to veliké štěstí pro Mníšek, protože Engel a jeho potomci pozvedli celý kraj. Za poddané po určitý čas platil daně, obnovil vodovod, postavil zámek, klášter s kostelíkem Skalka na brdském hřebeni a na místě válkou vypálené a pobořené vsi vzniká živé městečko.
Po pánech z Engelsflussu přišel do Mníšku zbožný rod Unvertů. Ti zde nechali postavit nedaleko starého chátrajícího kostela nový barokní kostel a dokončili také stavbu skaleckého areálu. Za jejich přispění byl na Skalku uveden řád františkánů a byla zde postavena křížová cesta a panská hospoda. Po Unvertech přejali zdejší panství Pachtové z Rájova a nakonec Kastové z Ebelsbergu. Těm byl panství i zámek po roce 1945 zkonfiskován.
Zajímavou kapitolou města je také těžba železné rudy. Ta se zde těžila v různém množství od roku 1740 až do roku 1967. Původně se ruda dopravovala do hutí ve Staré Huti u Dobříše, později do Řevnic. V 50. letech rozhodla tehdejší vláda o výstavbě nových hrudkovacích pecí přímo v Mníšku. Brzy bylo zřejmé, že ani nová technologie rotačních pecí nezajistí podniku prosperitu, a proto bylo ukončeno zpracovávání železa. Stávající prostory byly využity pro zpracování hliníku a jako další metalurgické výrobny.

## Obecní správa

### Části města
- Mníšek pod Brdy (k. ú. Mníšek pod Brdy, Rymaně a Stříbrná Lhota)

Součástí města jsou také základní sídelní jednotky Mníšek pod Brdy-průmyslová zóna, Mníšek pod Brdy-u nádraží, Rymaně a Stříbrná Lhota. K městu patří také Bažantnice, Kamenné, Lucký Mlýn, Malá Svatá Hora, Rymaně (část) a Skalka.
Sousedními obcemi sídla jsou Líšnice, Nová Ves pod Pleší, Voznice, Dobříš, Dobřichovice, Čisovice, Kytín, Řevnice, Řitka a Zahořany.
V letech 1960–1974 bylo město součástí okresu Příbram. 1. července 1974, v souvislosti s rozšiřováním území hlavního města Prahy, přešlo do okresu Praha-západ.

### Územněsprávní začlenění
Dějiny územněsprávního začleňování zahrnují období od roku 1850 do současnosti. V chronologickém přehledu je uvedena územně administrativní příslušnost města v roce, kdy ke změně došlo:
- 1850 země česká, kraj Praha, politický okres Smíchov, soudní okres Zbraslav[5]
- 1855 země česká, kraj Praha, soudní okres Zbraslav
- 1868 země česká, politický okres Smíchov, soudní okres Zbraslav
- 1896 země česká, politický okres Příbram, soudní okres Dobříš[6]
- 1939 země česká, Oberlandrat Tábor, politický okres Příbram, soudní okres Dobříš[7]
- 1942 země česká, Oberlandrat Praha, politický okres Příbram, soudní okres Dobříš[8]
- 1945 země česká, správní okres Příbram, soudní okres Dobříš[9]
- 1949 Pražský kraj, okres Dobříš[10]
- 1960 Středočeský kraj, okres Příbram
- 1974 Středočeský kraj, okres Praha-západ[11]
- 2003 Středočeský kraj, obec s rozšířenou působností Černošice

## Společnost

### Rok 1932
Ve městě Mníšek pod Brdy (přísl. Skalka, 1141 obyvatel) byly v roce 1932 evidovány tyto živnosti a obchody:
- Instituce a průmysl: poštovní úřad, telegrafní úřad, telefonní úřad, četnická stanice, 3 katolické kostely, synagoga, klášter, sbor dobrovolných hasičů, mlýn, Podbrdské skladištní družstvo, hlavní sklad tabáku, velkostatek,
- Služby (výběr): 2 lékaři, 2 nákladní autodopravci, 2 autodrožky, 2 cukráři, drogerie, galanterie, 9 hostinců, hotel Esplanade, kapelník, obchod s obuví Baťa, sklenář, Městská spořitelna příbramská, spořitelní a záložní spolek pro Mníšek, 2 stavitelé.

## Pamětihodnosti

### Farní kostel sv. Václava

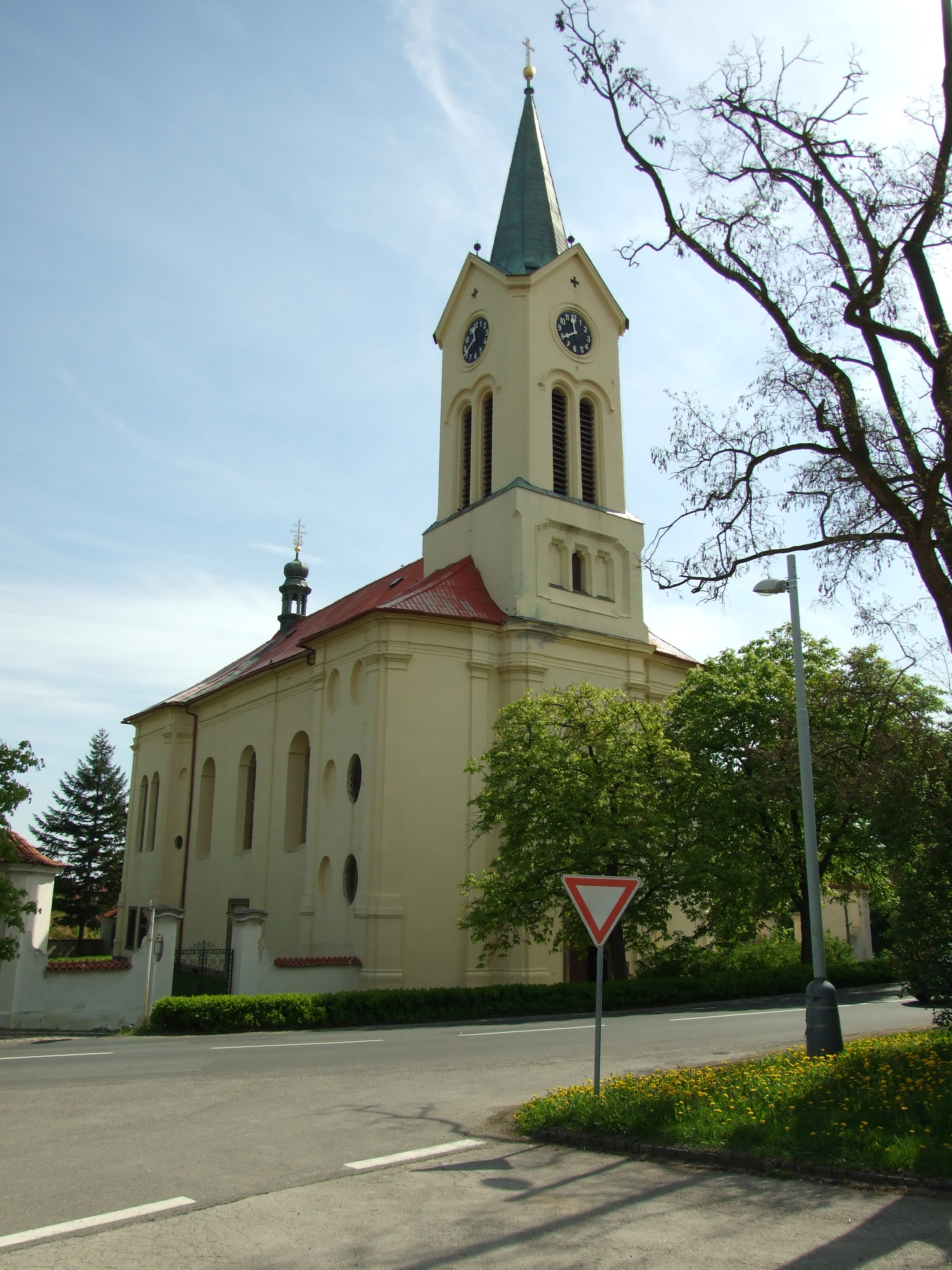
Kostel na náměstí

Dřevěný, později kamenný kostelík sv. Václava stál v Mníšku pravděpodobně již na přelomu 13. a 14. století. Stával v jižním rohu náměstí, v místech dnešního městského úřadu. První písemná zmínka je z roku 1380, kdy jsou kostel a farnost zmiňovány ve správě pražské arcijáhenské visitace po venkovských farnostech. Starý kostel byl zrekonstruován Mitrovici a po třicetileté válce i pány z Engelsflussu, sloužil až do roku 1756, kdy nový majitel mníšeckého panství hrabě Ignác Unvert staví nový velký barokní kostel uprostřed náměstí, který se stává novou dominantou města. Zprvu kostel neměl věž a vedle kostela poblíž dnešního polesí stála zvonice. Pseudorománská padesátimetrová věž byla postavena ze sbírek farníků až v roce 1867. Kostel je vytvořen jako vzdušná barokní jednoloď, klenutá tzv. „českými plackami“. Stropy jsou vyzdobeny freskami Jana Václava Spitzera s náměty ze života sv. Václava. Stavitel není znám, ale některé znaky stavby a umělecky provedené zdi kolem kostela s nárožníkovými výklenkovými kaplemi ukazují na školu Kiliána Ignáce Dientzenhofera. Na budování oltáře dohlížel tehdejší znamenitý sochař a řezbář Ignác František Platzer, který v té době vytvářel plastiky v zámeckém parku na zámku v Dobříši. Hlavní oltář je již rokokový a zvláštní tím, že je čistě plastický bez obvyklého oltářního obrazu. Je to anachronický nápad – sv. Václav klečí před palladiem Země české jako rokokový rytíř v dobové ústroji z doby Marie Terezie. Pod pozdně barokní kazatelnou je empírové sousoší Václava Prachnera, představující posmrtné setkání rodiny Unvertů, zakladatelů tohoto kostela. V době ohrožení mníšecké Skalky důlní činností byly do kostela přeneseny vzácné kulturní památky z kostelíka a kláštera. Dnes tu lze spatřit v levé části dílo Petra Brandla, slavnou Kající se sv. Maří Magdalenu, napravo obrazy Karla Škréty, a to sv. Rodina a sv. Servác, který byl původně umístěn v zámecké kapli a je namalován na mědi. Ze Skalky byla přenesena také mistrovská řezbářská díla Jana Jiřího Bendla, a to socha Maří Magdaleny a sochy čtyř poustevníků. V kněžišti jsou umístěny zámecké vyřezávané lavice z roku 1672, doklad vyspělého barokního řezbářství. Z původního kostela sem byla přenesena cínová křtitelnice a dva náhrobní kameny z 16. století. Původní barokní varhany byly obnoveny v roce 1851 mistrem Suchým ze Slaného, hrávali na ně mníšečtí kantoři – regenschori a hudební skladatelé Haan, Hataš, Jakoubek i Jakub Jan Ryba (v letech 1786–1787), ale také Antonín Dvořák při slavné mši o pouti roku 1893, hrála na ně i Marie Wagnerová-Černá. Poslední celková oprava varhan byla dokončena na jaře roku 2000. Na bývalém hřbitůvku vedle kostela jsou alegorické sochy Ctnost, Moudrost a Spící Elexius z dílny Jana Brokoffa, které byly původně u kostelíka na Skalce.

### Zámek

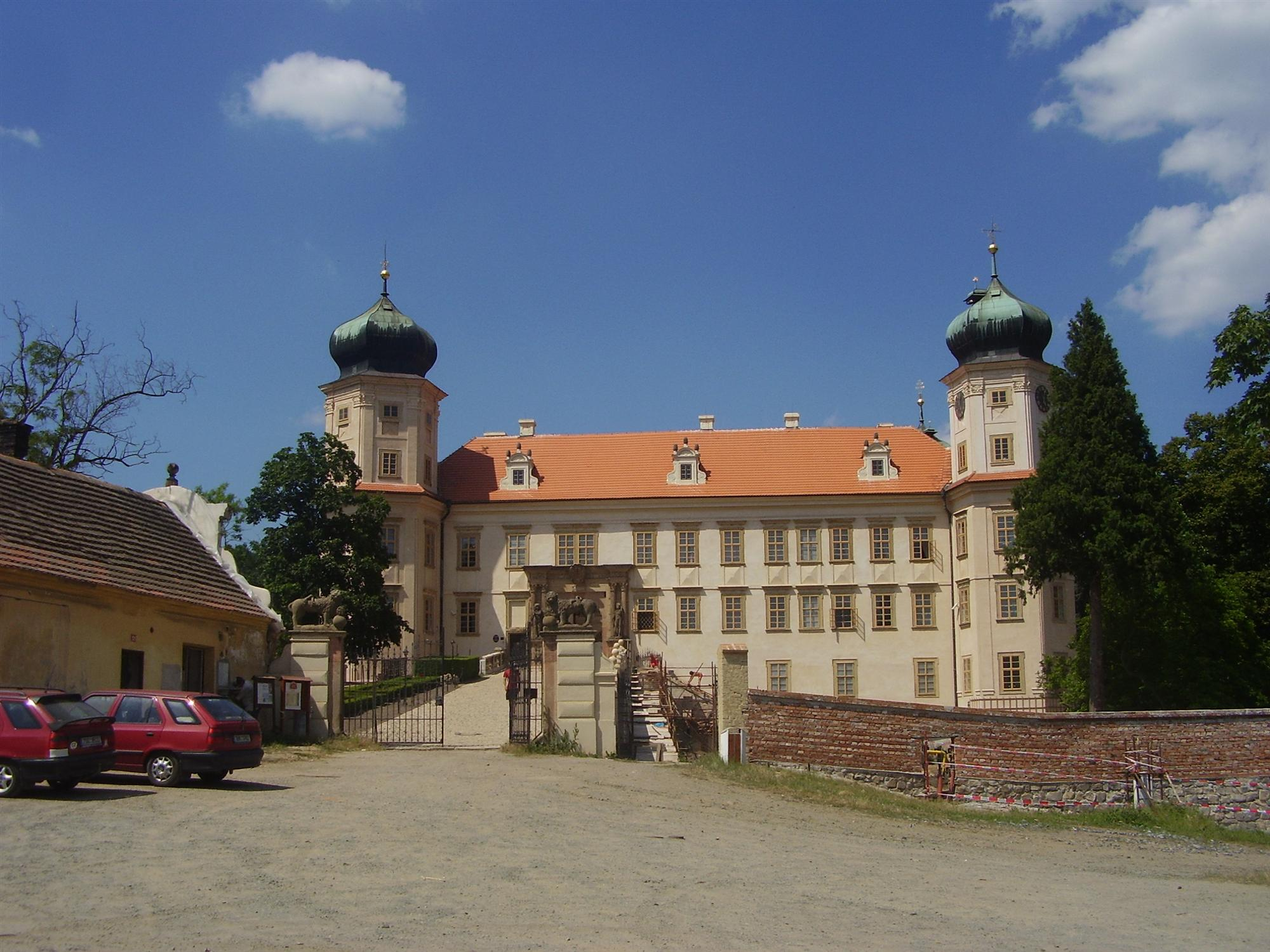
Zámek Mníšek pod Brdy

Na místě dnešního zámku stávala již ve středověku tvrz. Sloužila k ochraně a bezpečnosti kupeckých karavan na důležité obchodní trase, Zlaté stezce vedoucí z Bavor do Prahy. Za vlády posledních Přemyslovců byla tvrz přestavěna na lovecký hrádek. Mníšek byl až do doby Václava IV. královským majetkem, později byl svěřován za úplatu a zásluhy panským manům. V roce 1487 dostávají Mníšek do vlastnictví Vratislavové z Mitrovic, kteří na místě původního hrádku budují zámeček. Po třicetileté válce prodávají zpustošený Mníšek Engelům z Engelsflussu. Nový majitel, původem koželuh z Belgie, během války získal značné jmění jako císařský dodavatel pro Valdštejnovu armádu, a tak se dal do stavby rozsáhlého zámku na místě ruiny zámečku Mitroviců. Navíc byl Engel za hrdinnou obranu Karlova mostu před Švédy povýšen do šlechtického stavu. Nový zámek, tak jak ho vidíte dnes, postavil ve stylu pozdní severské renesance pražský stavitel Martin Reiner v letech 1656–1672 podle plánů slavného barokního architekta Carla Luraga. Na řemeslných pracích se podíleli tehdejší přední řemeslníci a umělci. Štuky jsou od Antonia Travelliho, ostění a krby dodal Giovanni Battista Pozzo, hlavní kamenný portál se dvěma Herkuly a válečnými emblémy je dílem Sebastiana Bossarta. Třípatrová zámecká budova je 42 metrů dlouhá a 40 metrů široká, se 65 pokoji. Zámek má tři nárožní polygonální věže různých rozměrů. Ve střední jsou umístěny věžní hodiny zajímavé tím, že hodinář vyvedl jednu hřídel i do stropu místnosti pod strojem, kde je menší ciferník ukazující stejný čas jako hodiny na věži. V severovýchodní nejmenší věži bývala kaple sv. Servácia se Škrétovým obrazem světce. Obraz malovaný na měděné desce je nyní umístěn v kostele sv. Václava. Proč má mníšecký zámek jen tři věže? Pověst praví, že v dávných dobách, kdy měl zámek ještě všechny čtyři věže, přihnala se jednou vichřice tak strašná, že si vyšel na vycházku i sám kníže pekel. Jak se tak proháněl krajinou, ocitl se nad mníšeckým zámkem. Popadl jednu z věží a letěl dál, když v tom pod ním na příbramské Svaté hoře zvonili klekání, pekelník se lekl a věž upustil. Ta dopadla přímo nad studánku s léčivou vodou, kde stojí dodnes. Historicky pravděpodobnějším vysvětlením, proč má zámek jen tři věže, byl fakt, že Engel si jakožto příslušník nižší šlechty nemohl dovolit porušit dobové konvence a postavit zámek se čtyřmi věžemi. Poslednímu majiteli, baronu Kastovi, byl zámek za kolaboraci s nacisty po druhé světové válce zestátněn. Dlouhou dobu zde byl umístěn archiv ministerstva vnitra a od roku 2000 patří zámek ministerstvu kultury České republiky. Objekt spravuje Národní památkový ústav – územní památková správa v Praze.

### Socha Jana Nepomuckého
Původní socha sv. Jana Nepomuckého byla umístěna v parčíku poblíž kostela a pocházela z roku 1756 z dílny Platzerovy. Socha však nebyla vytvořena z kvalitního pískovce, trpěla klimatickými podmínkami a přirozenou erozí kamene. Byla sňata a uchována v depozitáři. V květnu roku 2012 byla na původní místo umístěna kopie sochy, kterou vytvořil sochař Petr Váňa. Originál sochy se plánuje umístit do jedné z venkovních, avšak částečně krytých kaplí usazených v kostelní zdi.[kdy?]

### Bývalá zájezdní hospoda
Velká hospoda tvoří nároží Pražské ulice a náměstí F. X. Svobody. Byla určena pro kupecké karavany na Zlaté stezce. Nechal ji postavit Engel z Engelsflussu, zakladatel mníšeckého zámku, v roce 1664 na místě staré zájezdní hospody zničené v roce 1639 za třicetileté války švédským generálem Banérem.

### Barokní stavby

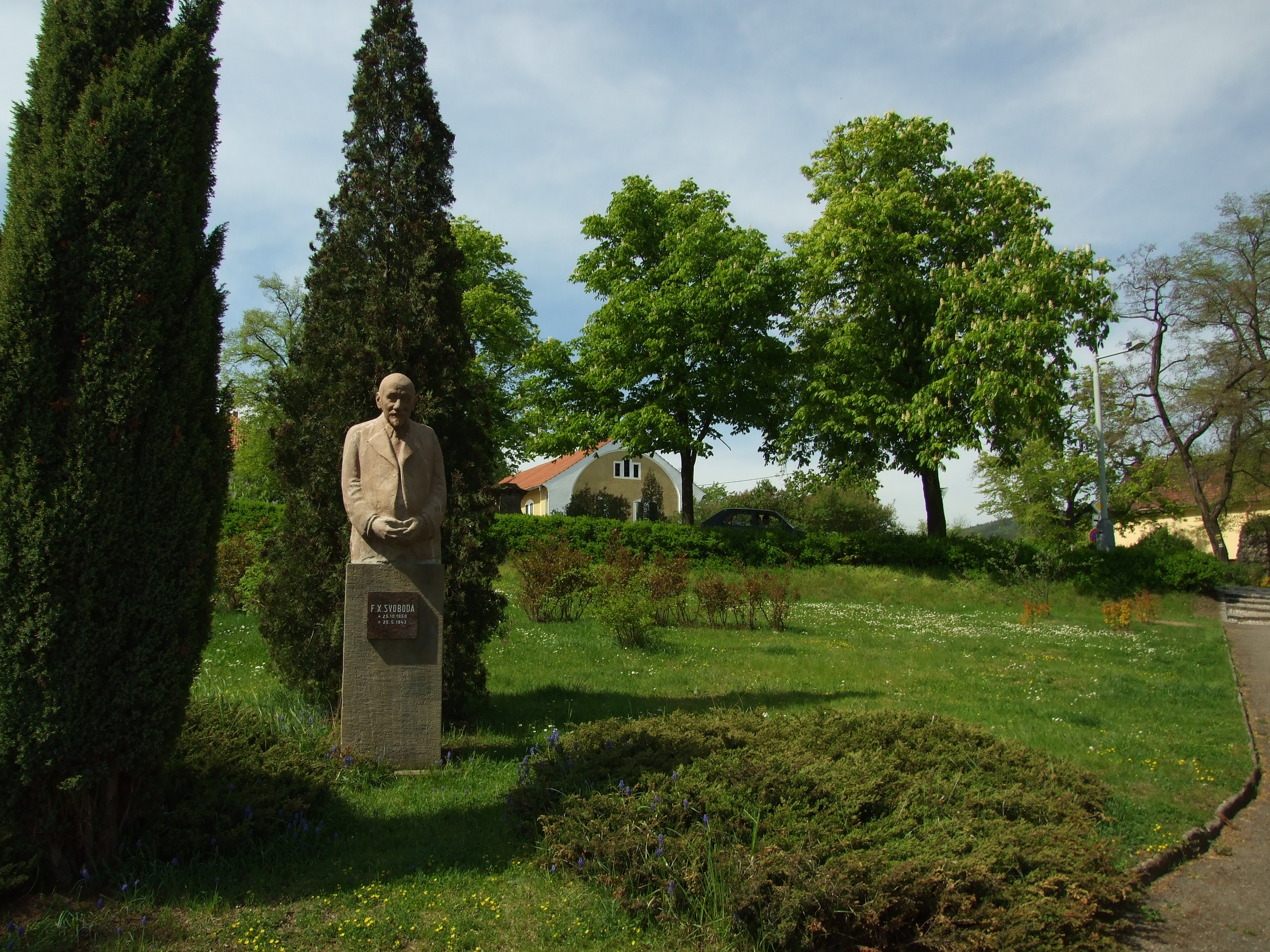
Svobodova socha a park

Dům čp. 36 s dobře zachovaným štítem ve stylu selského baroka, který je známý jako „Bastlův grunt“, byl rodištěm muzikantské rodiny Bastlů. Dům čp. 31 je zajímavý původním barokním štítem. Naproti rodnému domu F. X. Svobody stojí dům čp. 16 a dále směrem k náměstí dům čp. 12, oba ve stylu zdobného baroka s novějšími rokokovými prvky.

### Rodný dům Františka Xavera Svobody
Dům čp. 23 Františka Xavera Svobody, kde se v roce 1860 narodil. Autor mnoha úspěšných básní, románů a dramat. Zemřel v roce 1943, pohřben je na vyšehradském Slavíně. Jeho socha je v parčíku u kostela sv. Václava.

### Fara
Fara (čp. 38); zde tvořila Marie Wagnerová-Černá (píšící pod pseudonymem F. Háj) své romány Káju Maříka, Řídících Márinku a jiné.

## Zajímavosti v okolí
- Skalka – komplex budov tvořený kostelíkem, klášterem, křížovou cestou a poustevnou
- Naučná stezka Mníšek pod Brdy
- Kaple Navštívení Panny Marie na Malé Svaté hoře
- Mníšecké kulturní léto – cyklus kulturních a společenských akcí s názvem Mníšecké kulturní léto, poprvé uvedené v roce 2013

## Osobnosti

### Rodáci
- Jan Pravoslav Přibík (1811–1893), učitel, autor knih pro děti
- Josef Doubrava (1852–1921), český katolický duchovní, biskup královéhradecký
- František Xaver Svoboda (1860–1943), spisovatel, básník
- Willi Nowak (1886–1977), malíř a grafik
- Ferenc Futurista (1891–1947), herec
- Marie Wagnerová-Černá (Felix Háj; 1887–1934), spisovatelka, autorka románových cyklů Školák Kája Mařík a Řídících Márinka
- Kamil Čermák (1975–2001), cestovatel, horolezec, spisovatel
- Jaroslav Letnianský (1885-1927), akademický malíř a středoškolský profesor.

### Osobnosti žijící v Mníšku
- Jan Rosák (* 1947), hlasatel, moderátor a herec
- Zbyněk Merunka (* 1950), moderátor
- Zdeněk Merta (* 1951), hudební skladatel a producent
- Zora Jandová (* 1958), sportovkyně, moderátorka, herečka a zpěvačka
- Michaela Škultéty (* 1972), literární překladatelka
- Magdalena Davis (* 1976), politička a bioložka, od roku 2020 spolupředsedkyně Strany zelených
- Tomáš Klus (* 1986), písničkář, textař, skladatel, herec a bývalý moderní pětibojař

## Doprava

### Dopravní síť
Městem vede silnice II/116 Lány – Nižbor – Beroun – Lety – Řevnice – Mníšek pod Brdy – Nový Knín. Do města dále vedou silnice III. třídy. Okolo města vede dálnice D4 s exitem 19 (Mníšek pod Brdy).

### Autobusová doprava 2024

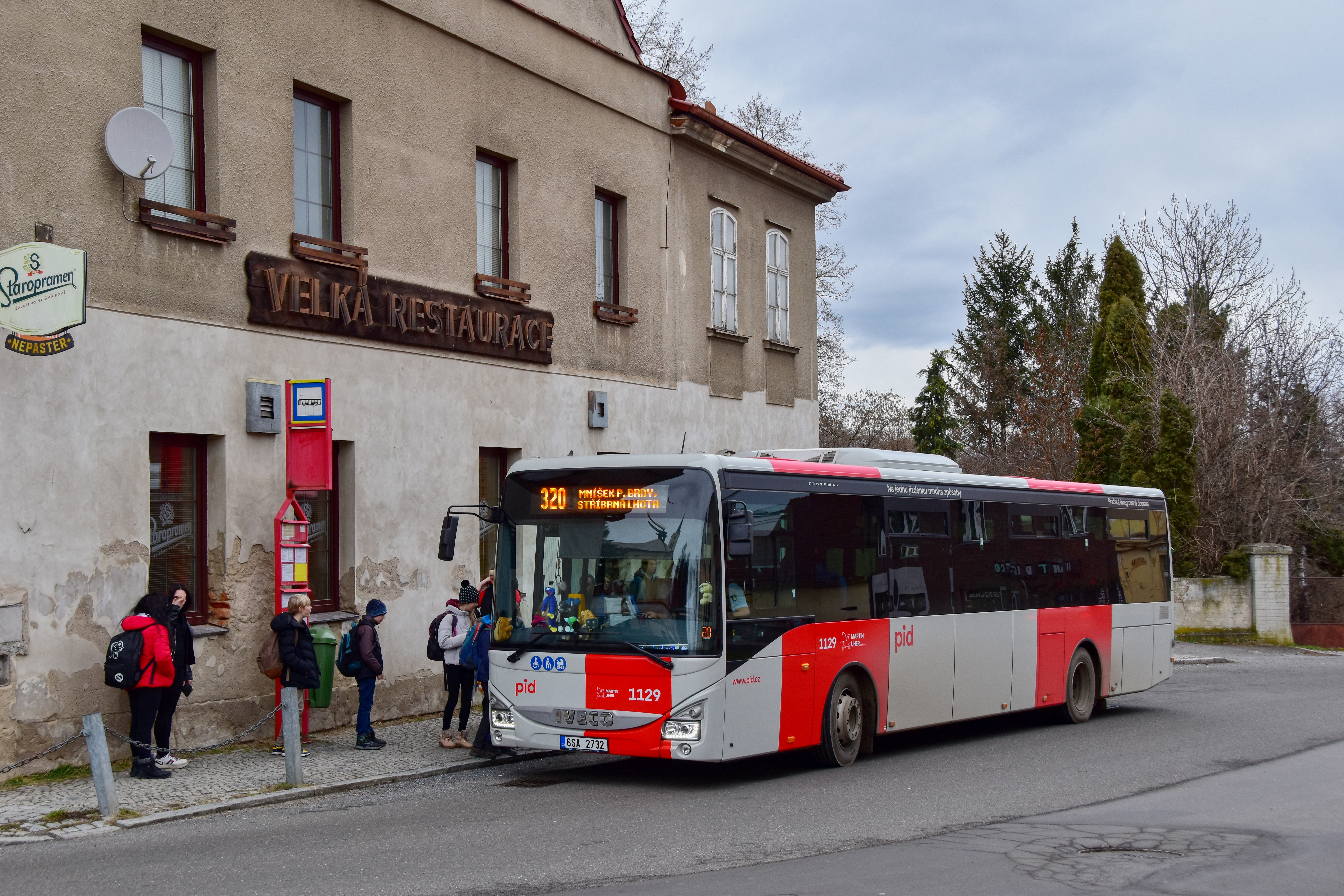
Autobus Pražské integrované dopravy na lince 320, na zastávce Mníšek p.Brdy,Náměstí

Autobusovou dopravu ve městě Mníšek pod Brdy zajišťují společnosti Arriva Střední Čechy a Martin Uher. Město je součástí Pražské integrované dopravy (PID). Na území města se nacházejí zastávky Mníšek p.Brdy,Čisovická, Mníšek p.Brdy,Hladový vrch, Mníšek p.Brdy,Kaple, Mníšek p.Brdy,Na Kvíkalce, Mníšek p.Brdy,Na Madlenkách, Mníšek p.Brdy,Nad Špejcharem, Mníšek p.Brdy,OPS Magdaléna, Mníšek p.Brdy,Pražská, Mníšek p.Brdy,Rozcestí Kytín, Mníšek p.Brdy,Sídliště, Mníšek p.Brdy,Stříbrná Lhota, Mníšek p.Brdy,Stříbrná Lhota,U Křížku, Mníšek p.Brdy,U Hřbitova, Mníšek p.Brdy,U Hřiště, Mníšek p.Brdy,U Šibence, Mníšek p.Brdy,ÚVR, Mníšek p.Brdy,Základní škola, Mníšek p.Brdy,Závod, Mníšek p.Brdy,Žel.st. a Mníšek p.Brdy,Žel.zast.Rymaně. V centru města, na náměstí F. X. Svobody, se nachází zastávka Mníšek p.Brdy,Náměstí. Město obsluhují autobusové linky 317, 320, 446, 447, 448, 449, 688 a CYK1. Autobusová linka 317 vede z Prahy ze Smíchovského nádraží a pokračuje po dálnici kolem Jíloviště, Klínce, Líšnice a Řitky, poté vede přes Mníšek pod Brdy a končí na náměstí v Dobříši. Linka 320 opět vede z Prahy ze Smíchovského nádraží a pokračuje po dálnici kolem Jíloviště, Klínce, Líšnice a Řitky, poté vede přes Mníšek pod Brdy a končí buď ve Stříbrné Lhotě nebo v Rymani. Linka 446 spojuje Mníšek pod Brdy s Chouzavou a Kytínem. Autobusy linky 447 spojují mníšecké náměstí se zastávkami Pražská, Čisovická, U Hřbitova, Žel.st. a OPS Magdaléna. Opačným směrem jeden spoj projíždí také zastávkami Na Madlenkách a Základní škola. Linka 448 spojuje Lety, Dobřichovice, Všenory, Černolice, Řitku a Mníšek pod Brdy. Linka 449 spojuje Mníšek pod Brdy s Bratřínovem, Čisovicemi, Bojovem, Klíncem a Jílovištěm a na druhou stranu s Řitkou a Líšnicí. Linka 688 vyjíždí z Mníšku pod Brdy a vede přes Zahořany, Novou Ves pod Pleší, Malou Hraštici a končí v Novým Kníně. Linka CYK1 (CYKLOBUS BRDY) vyjíždí z Dobřichovic a pokračuje přes Všenory, Černolice, Řitku a Mníšek pod Brdy, přičemž končí v Kytíně.

### Železniční doprava 2024
Územím města prochází jednokolejná regionální železniční trať 210 Praha–Vrané nad Vltavou–Dobříš, která byla uvedena do provozu v roce 1897. V blízkosti města se nachází železniční stanice Mníšek pod Brdy a v Rymani se nachází železniční zastávka Rymaně. Na obou místech zastavují osobní vlaky linky S88. Tyto vlaky, provozované společností České dráhy, jezdí z Prahy přes Vrané nad Vltavou, Měchenice, Čisovice a Mníšek pod Brdy a pokračují dále do Dobříše. O sobotách, od března do října, jezdí mezi Prahou hlavním nádražím a Dobříší vlak s názvem Brdský motoráček, a to na lince T8, provozovaný společností KŽC Doprava. Během letních prázdnin vyjíždí turistický vlak Cyklohráček, který jede z Prahy do Dobříše, odkud se vrací zpět do Prahy.

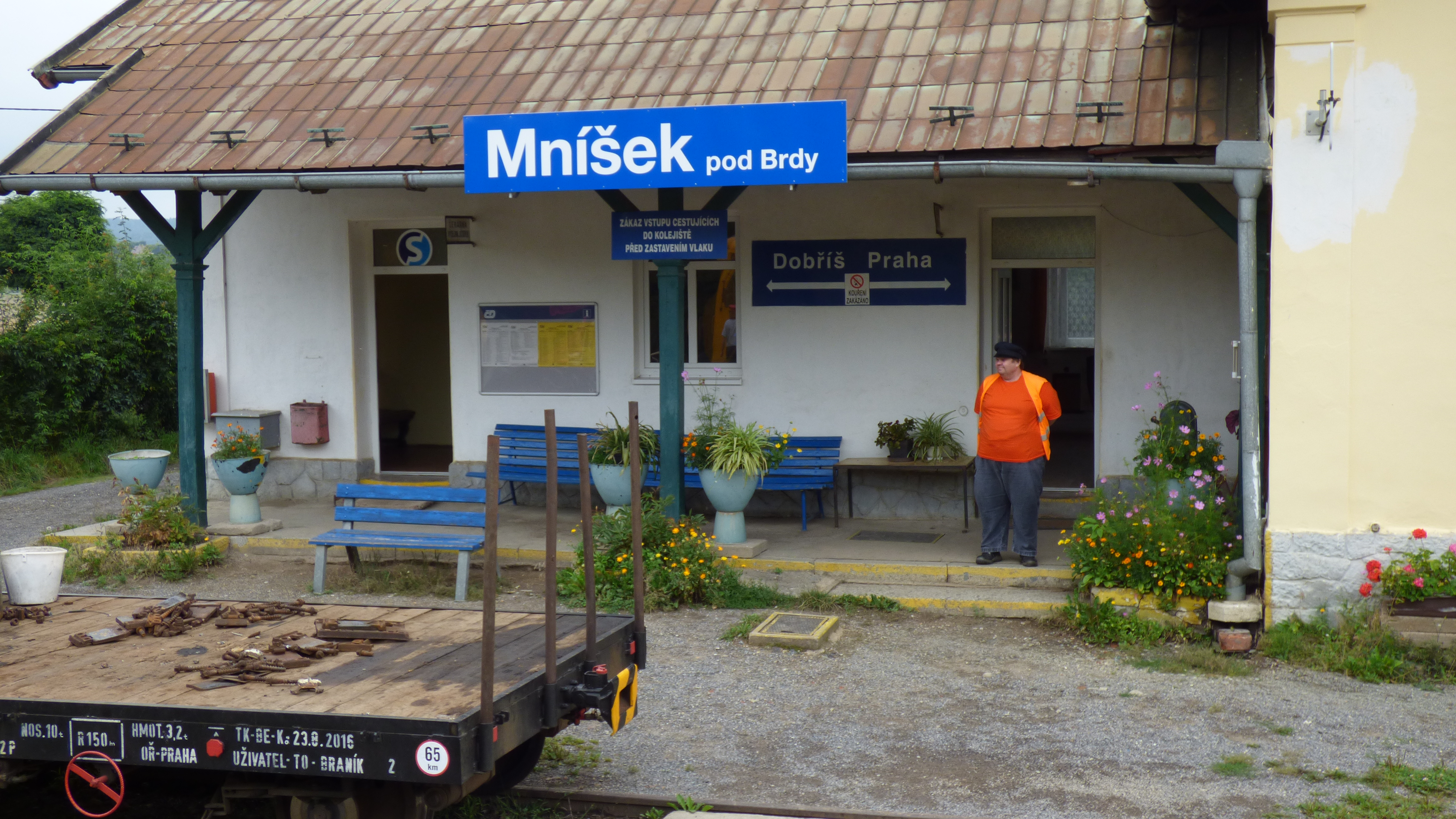
Nádraží

## Mníšek pod Brdy v literatuře
- Mníšek pod Brdy s okolím vystupuje pod jménem Lážov v cyklu Školák Kája Mařík.